# Комленац
Комленац је насељено мјесто у општини Козарска Дубица, Република Српска, БиХ. Према попису становништва из 2013, у насељу је живио 191 становник.

## Географија
Комленац се налази 5 км западно од Козарске Дубице, на десној обали ријеке Уне и левој обали речице Мљечанице која се улива у реку Уну.

## Историја
У Комленцу су рођени народни херој Милан Тепић и партизански борац Милан Премасунац.

## Становништво
| Демографија | Демографија | Демографија |
| Година      | Становника  | Становника  |
| ----------- | ----------- | ----------- |
| 1948.       | 236         |             |
| 1953.       | 230         |             |
| 1961.       | 269         |             |
| 1971.       | 273         |             |
| 1981.       | 267         |             |
| 1991.       | 272         |             |
| 2013.       | 191         |             |

## Знамените личности
- Милан Тепић, мајор Југословенске народне армије